# Мирний (платформа)
Мирний — пасажирський зупинний пункт Дніпровської дирекції Придніпровської залізниці на обхідній електрифікованій лінії 175 км — Зустрічний між станціями Дніпро-Вантажний та Зустрічний. Лінія сполучає станцію Сухачівка з Нижньодніпровськ-Вузлом і обслуговує рух вантажних поїздів. Розташований у Шевченківському районі міста Дніпро.

## Історія
Зупинний пункт відкритий 1964 року.

## Пасажирське сполучення
На платформі Мирний раніше зупинялися приміські електропоїзди сполученням Кам'янське / Сухачівка — Синельникове I (через станцію Дніпро-Лоцманська). З 18 березня 2020 року пасажирське сполучення припинено на невизначений час.